# Édouard Molinaro
Édouard Molinaro (Bordeus, Gironda, França, 13 de maig de 1928 − París, 7 de desembre de 2013) va ser un director de cinema i guionista francès.
Alternant cinema i televisió, deu els seus majors èxits a les comèdies. La seva carrera és marcada per nombroses adaptacions teatrals (Oscar amb Louis de Funès, À gauche en sortant de l'ascenseur amb Pierre Richard, Le Souper amb Claude Brasseur) les dues escrites per Francis Veber (L'Emmerdeur i Casa de boges). Casa de boges rebuda amb èxit als Estats Units i generarà diverses continuacions: Casa de boges 2 (1980), Casa de boges 3 (1985) i L'olla de grills (1996).

## Biografia
Cinèfil de ben jove, Édouard Molinaro participa a nombrosos concursos de curts aficionats a la seva joventut, que passa a Gironda, entre Bordeus i La Réole. Entra al món del cinema com ajudant (André Berthomieu, Maurice de Canonge, Robert Vernay). Al mateix temps, continua perfeccionant la seva tècnica gràcies a les pel·lícules industrials, després en petites pel·lícules de ficció.
La seva primera pel·lícula, una policiaca titulada Le dos au mur , surt el 1958 i rep una acollida positiva de la crítica. Contemporani de la Nouvelle Vague, se'n quedarà sempre al marge. Després de diverses pel·lícules policíaques que troben l'èxit, es converteix en un director de primer pla al començament dels anys 1960. El 1961, és membre del Jurat al Festival de Cannes. Confirma el seu estatut amb diversos comèdias d'èxit entre les quals dues pel·lícules successives amb l'estrella dels anys 1960, Louis de Funès (Òscar, una maleta, dues maletes, tres maletes i Hibernatus).
Malgrat la seva implicació amb el cinema comercial, afirma el seu estil en algunes pel·lícules. De les seves obres notables destacar Mon oncle Benjamin amb Jacques Brel i Claude Jade el 1969. Al començament dels anys 1970, segur del seu estatut, es gira cap a obres més personals, entre les quals una obra desconeguda i intel·ligent amb el destí, L'Ironie de la sort (1974). No es pot desfer, això no obstant, de la imatge d'artesà i la tria de certes pel·lícules trenca aquesta imatge (Le Téléphone rose, Per 100 briques t'as plus rien...). Als anys 1980, roda tres pel·lícules amb Daniel Auteuil entre les quals L'Amour en douce on descobreix Emmanuelle Béart.
Als anys 1990 obté un tardà reconeixement gràcies a l'adaptació de l'obra Le Souper (1992) i la biografia de Beaumarchais (1996) amb Fabrice Luchini en el paper del cèlebre escriptor, a partir d'un guió inacabat de Sacha Guitry.
Al final de la seva carrera, ofereix adaptacions televisades plenes de finesa de les obres de Stefan Zweig (La Pitié dangereuse, amb Michel Piccoli), Henry James (Ce que voulait Maisie, amb Evelyne Bouix) o Émile Zola (Nana, amb Lou Doillon).
Mor el 7 de desembre de 2013 a París, a conseqüència d'una Insuficiència respiratòria, a l'edat de 85 anys.

## Filmografia[5]

### Cinema

#### Curts documentals
- 1946: Évasion
- 1948: Un monsieur très chic
- 1948: Le Cercle
- 1949: Le Verbe en chair
- 1950: L'honneur és sauf
- 1953: La Millor Part
- 1953: Chemins d'abril
- 1954: L'Accumulateur au plomb
- 1955: Quatrième vœu
- 1956: Les Biens de ce monde
- 1957: Appelez el 17
- 1957: Les Alchimistes

#### Ficcions
- 1958: Le Dos au mur
- 1959: Des femmes disparaissent
- 1959: Un témoin a la ville
- 1960: Una noia per l'été
- 1961: La Mort de Belle
- 1962: Les Ennemis
- 1962: Les Sept Péchés capitaux, film d'esquetxos; ép. L'Envie
- 1962: Arsène Lupin contre Arsène Lupin
- 1964: Une ravissante idiote
- 1964: La Chasse a l'home
- 1965: Quand passent les faisans
- 1967: Peau d'espion
- 1967: Òscar, una maleta, dues maletes, tres maletes (Oscar)
- 1969: Hibernatus
- 1969: Mon oncle Benjamin
- 1970: La Liberté en croupe
- 1971: Les Aveux les plus doux
- 1972: La Mandarine
- 1973: Le Gang des otages
- 1973: L'Emmerdeur
- 1974: L'Ironie du sort
- 1975: Le Téléphone rose
- 1976: Dracula père et fils
- 1977: L'Homme pressé
- 1978: Casa de boges (La Cage aux folles)
- 1979: Cause toujours... tu m'intéresses !
- 1980: Les Séducteurs
- 1980: Casa de boges 2 (La Cage aux folles 2)
- 1982: Per 100 briques t'as plus rien...
- 1984: Just the Way You Are
- 1985: Palace
- 1985: L'Amour en douce
- 1988: À gauche en sortant de l'ascenseur
- 1992: Le Souper
- 1996: Beaumarchais, l'insolent
- 2007: Dirty Slapping, curt

### Televisió
- 1979: La Pitié dangereuse, amb Mathieu Carrière i Marie-Hélène Breillat
- 1981: Au bon beurre, amb Roger Hanin i Andréa Ferréol
- 1983: La Veuve rouge, amb Françoise Fabian
- 1986: Le Tiroir secret, amb Michèle Morgan
- 1986: Un métier de seigneur, amb Pierre Arditi i Évelyne Bouix
- 1988: La Ruelle au clair de lune, amb Michel Piccoli i Marthe Keller
- 1988: Manon Roland, amb Sabine Haudepin i Jacques Perrin
- 1989: Les Grandes Familles, amb Michel Piccoli, Renée Faure, Pierre Arditi, Bulle Ogier i Roger Hanin
- 1989: L'Ivresse de la métamorphose amb Evelyne Bouix i Niels Arestrup
- 1991: L'Amour maudit de Leisenbohg, amb Michel Piccoli, Anouk Aimée i Christine Citti
- 1992: La dona abandonnée, amb Charlotte Rampling
- 1995: Ce que savait Maisie, amb Évelyne Bouix i Stéphane Freiss
- 1999: Nora, amb Julia Maraval i Jean-Michel Dupuis
- 1999: Tombé du nid, amb Virginie Lemoine i Bruno Solo
- 2001: Nana, amb Lou Doillon
- 2003: Un homme per hasard, amb Frédéric Diefenthal i Claire Keim
- 2005: Une famille pas comme les autres, amb Line Renaud i Guy Bedos

## Premis i nominacions[6]

### Premis
- 1996: Premi René-Clair pel conjunt de la seva obra cinematogràfica

### Nominacions
- 1980: Oscar al millor director per Casa de boges
- 1980: Oscar al millor guió original per Casa de boges
- 1996: Globus de Cristall a la millor pel·lícula per Beaumarchais l'insolent